# يزيد بن شريك
يزيد بن شريك ، أحد رواة الحديث النبوي من أهل الكوفة، ووالد المُحدّث إبراهيم التيمي، ذكره ابن حجر العسقلاني في الصحابة، بينما ذكر ابن الأثير أنه من التابعين المُخضرمين الذين أدركوا الجاهلية وأسلموا بعد موت النبي.

## روايته للحديث النبوي
- روى عن: حذيفة بن اليمان، وأبي مَعْمَر عَبد اللَّهِ بْن سخبرة الأزدي، وعبد الله بن مسعود، وعلي بن أبي طالب، وعمر بن الخطاب، وأبي ذر الغفاري، وأبي مسعود الأَنْصارِيّ.
- روى عنه: ابنه إبراهيم التيمي، وإبراهيم النخعي، وجواب التَّيْمِيّ، والحكم بن عتيبة، وهمام بْن عَبد اللَّهِ التَّيْمِيّ.[3]
- الجرح والتعديل: وثّقه يحيى بن معين، ذكره ابن حبان في كتاب الثقات، روى له روى له الجماعة.[3]